# Sven Salicath
 Der er for få eller ingen kildehenvisninger i denne artikel, hvilket er et problem. Du kan hjælpe ved at angive troværdige kilder til de påstande, som fremføres i artiklen.

Sven Vladimir Salicath (født 20. november 1905 i Sankt Petersborg, død 28. juni 1983 på Frederiksberg) var under Anden Verdenskrig medlem af Frikorps Danmark. Han var en af de få vedholdende nationalsocialister, der i de første år efter besættelsen søgte at fastholde den organiserede nationalsocialisme i Danmark. Han gendannede i september 1951 Danmarks Nationalsocialistiske Arbejderparti (DNSAP) med sig selv som formand. Han fortsatte som leder af partiet frem til sin død, hvorefter DNSAP svandt ind i takt med, at medlemmerne ældedes eller døde, uden at nye tilhængere kom til. 
I hele perioden 1952-72 opretholdt Sven Salicath udgivelsen af tidsskriftet Fædrelandet, opkaldt efter det nazistiske dagblad af samme navn, der gik ind 4. maj 1945 om aftenen, da redaktionen af den illegale avis Information overtog Fædrelandets bladhus i Store Kongensgade. 
Sven Salicath blev tidligt tillagt betegnelsen nynazist og var det centrale samlingspunkt i det meget lille danske nynazistiske miljø i 1950'erne og 60'erne. Han oplyste selv i 1960 til politiet, at hans parti havde omkring 25 medlemmer. I forbindelse med en retssag og efterfølgende dom i 1960'erne for antisemitisme kom det frem, at hans blad Fædrelandet kun havde 40 abonnenter.

## Historisk betydning
Sven Salicath er kommet til at symbolisere den lange periode, hvor dansk nazisme levede i Anden Verdenskrigs skygge, før senere Povl Heinrich Riis Knudsen fra 1970 og fremefter bragte ny tilvækst og gjorde den danske bevægelse til et væsentligt kommunikationscentrum for europæiske højreorganisationer.
Danmarks Nationalsocialistiske Bevægelse anser sig som DNSAP's arvtager og betragter Sven Salicath som et bindeled til det historiske nazistparti.
Sven Salicath og det gendannede DNSAP's aktiviteter er næsten ikke dokumenteret på grund af nazisternes ønske om at undgå offentlig indsigt i deres forhold og partiets ekstremt lave tilslutning.

## Fodnoter
1. ↑  Af visse ældre kilder skrevet Sven Wladimir Salicath[1][2]